# ايوان ماكفيرسون
ايوان ماكفيرسون هو قاضي وسياسي كندي، ولد في 27 يناير 1878، وتوفي في 18 نوفمبر 1954. حزبياً، نشط في الحزب الليبرالي الكندي. وقد انتخب عضو المجلس التنفيذي لمانيتوبا ‏ وانتخب عضو مجلس العموم الكندي.